# Iomoides parallelus
Iomoides parallelus är en mångfotingart som beskrevs av Loomis 1941. Iomoides parallelus ingår i släktet Iomoides och familjen fingerdubbelfotingar. Inga underarter finns listade i Catalogue of Life.